# Ö̦
Cette page contient des caractères spéciaux ou non latins. S’ils s’affichent mal (▯, ?, etc.), consultez la page d’aide Unicode.
Ö̦ (minuscule : ö̦), appelé O tréma virgule souscrite, est un graphème utilisé dans l’écriture du yanomamö. Il s’agit de la lettre O diacritée d’une virgule souscrite et d’un tréma.

## Utilisation
Le O tréma virgule souscrite est utilisé en yanomamö pour représenter une voyelle ö nasalisée, certains ouvrages utilisent plutôt le O tréma ogonek ‹ Ǫ̈ ǫ̈ ›.

## Représentations informatiques
Le O tréma virgule souscrite peut être représenté avec les caractères Unicode suivants :
- décomposé et normalisé NFC (Latin étendu - 1, Diacritiques)

| formes    | représentations | chaînes de caractères | points de code | descriptions                                                  |
| --------- | --------------- | --------------------- | -------------- | ------------------------------------------------------------- |
| capitale  | Ö̦               | Ö◌̦                    | U+00D6 U+0326  | lettre majuscule latine o tréma diacritique virgule souscrite |
| minuscule | ö̦               | ö◌̦                    | U+00F6 U+0326  | lettre minuscule latine o tréma diacritique virgule souscrite |

- décomposé et normalisé NFD (Latin de base, Diacritiques)

| formes    | représentations | chaînes de caractères | points de code       | descriptions                                                              |
| --------- | --------------- | --------------------- | -------------------- | ------------------------------------------------------------------------- |
| capitale  | Ö̦               | O◌̦◌̈                   | U+004F U+0326 U+0308 | lettre majuscule latine o diacritique virgule souscrite diacritique tréma |
| minuscule | ö̦               | o◌̦◌̈                   | U+006F U+0326 U+0308 | lettre minuscule latine o diacritique virgule souscrite diacritique tréma |